# Korkiatsaaret
Korkiatsaaret är en ö i Finland. Den ligger i sjön Saimen och i kommunen Taipalsaari i den ekonomiska regionen  Villmanstrands ekonomiska region  och landskapet Södra Karelen, i den södra delen av landet, 210 km nordost om huvudstaden Helsingfors. Öns största längd är 280 meter i sydöst-nordvästlig riktning. Notera att namnet antyder att det är fråga om flera öar.

## Klimat
Trakten ingår i den boreala klimatzonen. Årsmedeltemperaturen i trakten är 2 °C. Den varmaste månaden är augusti, då medeltemperaturen är 16 °C, och den kallaste är januari, med −14 °C.